# Henri Cartan
Henri Paul Cartan (tiếng Pháp: [kaʁtɑ̃]; sinh ngày 8 tháng 7 năm 1904 – ngày 13 tháng 8 năm 2008) là một nhà toán học người Pháp với những đóng góp đáng kể trong cấu trúc tô pô đại số. Ông là con trai của nhà toán học người Pháp Élie Cartan và là anh trai của nhà soạn nhạc Jean Cartan.

## Cuộc đời
Cartan học tại Lycée Hoche ở Versailles, và sau đó học tại Trường Sư phạm Paris ở Paris, và nhận bằng tiến sĩ toán học. Ông bắt đầu giảng dạy tại Đại học Strasbourg từ tháng 11 năm 1931 cho đến khi bùng nổ Chiến tranh thế giới thứ hai, sau đó ông tiếp tục học ở các trường đại học khác, dành phần lớn thời gian làm việc của mình tại Paris.
Cartan được biết đến với tô pô đại số, đặc biệt là phép tính đối đồng điều nhóm, phương pháp "loại bỏ nhóm đồng luân", và nhóm đồng luân. Hội thảo của ông tại Paris trong những năm sau 1945 đã đề cập đến một số biến phức tạp, lý thuyết bó, chuỗi quang phổ và đại số đồng điều, lấy cảm hứng từ Jean-Pierre Serre, Armand Borel, Alexander Grothendieck và Frank Adams. Mặc dù số lượng sinh viên của ông không nhiều, nhưng phải kể đến đó là Adrien Douady, Roger Godement, Max Karoubi, Jean-Louis Koszul, Jean-Pierre Serre và René Thom.
Cartan cũng là thành viên sáng giá của tổ chức Bourbaki và là một trong những người tham gia tích cực nhất. Cùng với Samuel Eilenberg, học đã cho ra cuốn sách Homological Algebra , nghiên cứu đối tượng với mức độ trừu tượng vừa phải với sự trợ giúp Lý Thuyết Phạm Trù.
Cartan sử dụng những kỹ năng mình đạt được để giúp cho một số nhà toán học bất đồng chính kiến, bao gồm Leonid Plyushch và Jose Luis Massera. Sau những nỗ lực ấy, ông nhận giải Pagels Award của New York Academy of Sciences.
Mô hình Cartan trong Đại số được đặt tên theo Cartan.
Cartan qua đời vào ngày 13 tháng 8 năm 2008 ở tuổi 104. Đám tang của ông đã diễn ra vào thứ Tư tuần sau vào ngày 20 tháng 8 tại Die, Drôme.

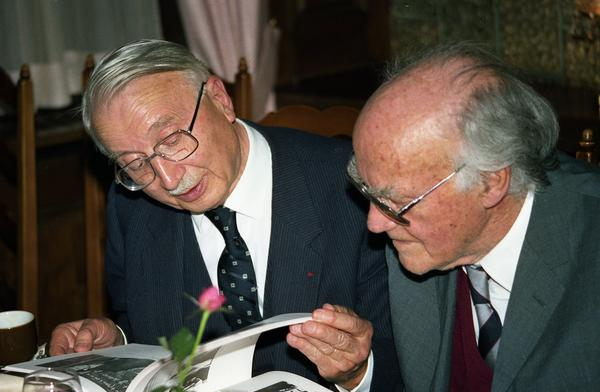
Henri Cartan (trái) với Peter Thullen (phải) tại Đại học Fribourg năm 1987, tại sinh nhật lần thứ 80 của Thullen

## Danh hiệu và giải thưởng
Cartan đã nhận được rất nhiều danh hiệu và giải thưởng bao gồm Giải Wolf vào năm 1980. Ông là một diễn giả được mời tại ICM năm 1932 tại Zürich và một diễn giả toàn thể tại ICM vào năm 1950 tại Cambridge, Massachusetts  và năm 1958 ở Edinburghand. Từ năm 1974 cho đến khi ông qua đời, ông đã trở thành thành viên của Viện Hàn lâm Khoa học Pháp.Ông là thành viên nước ngoài của Viện Hàn lâm Khoa học và Thư viện Phần Lan, Viện Hàn lâm Khoa học và Thư viện Hoàng gia Đan Mạch, Hội Hoàng gia Luân Đôn, Viện Hàn lâm Khoa học Nga, Viện Hàn lâm Khoa học Hoàng gia Thụy Điển, Viện Hàn lâm Khoa học Quốc gia Hoa Kỳ, Viện Hàn lâm Khoa học Ba Lan và các Viện Hàn lâm và tổ chức khác.

## Ấn phẩm chọn lọc
- Sur les systèmes de fonctions holomorphes à variétés linéaires lacunaires et leurs applications, thèse, 1928
- Sur les groupes de transformations analytiques, 1935.
- Sur les classes de fonctions définies par des inégalités portant sur leurs dérivées successives, 1940.
- Espaces fibrés et homotopie, 1949-1950.
- Cohomologie des groupes, suite spectrale, faisceaux, 1950-1951.
- Algèbres d'Eilenberg - Mac Lane et homotopie, 1954-1955.
- Fonctions automorphes, 1957-1958.
- Quelques questions de topologie, 1958.
- Homological Algebra (with S. Eilenberg), Princeton Univ Press, 1956 ISBN 978-0-69104991-5[8]
- Séminaires de l'École normale supérieure Lưu trữ ngày 21 tháng 9 năm 2016 tại Wayback Machine (called "Séminaires Cartan"), Secr. Math. IHP, 1948-1964; New York, W.A.Benjamin ed., 1967.
- Théorie élémentaire des fonctions analytiques, Paris, Hermann, 1961 (translated into English, German, Japanese, Spanish and Russian).
- Calcul différentiel, Paris, Hermann, 1967 (translated into English, Spanish and Russian).
- Formes différentielles, Paris, Hermann, 1967 (translated into English, Spanish and Russian).
  - Differential Forms, Dover 2006
- Œuvres — Collected Works, 3 vols., ed. Reinhold Remmert & Jean-Pierre Serre, Springer Verlag, Heidelberg, 1967.
- Relations d'ordre en théorie des permutations des ensembles finis, Neuchâtel, 1973.
- Théorie élémentaire des fonctions analytiques d'une ou plusieurs variables complexes, Paris, Hermann, 1975.
  - Elementary theory of analytic functions of one or several complex variables, Dover 1995
- Cours de calcul différentiel, Paris, Hermann, 1977.
- Correspondance entre Henri Cartan et André Weil, Paris, SMF, 2011.[9]